# Алешня (Козельський район)
Алешня (рос. Алешня) — присілок в Козельському районі Калузької області Російської Федерації.
Населення становить 92 особи. Входить до складу муніципального утворення Село Волконське.

## Історія
Від 2004 року входить до складу муніципального утворення Село Волконське.

## Населення
| 2002 | 2010 |
| ---- | ---- |
| 134  | ↘92  |